# 브룩스 오픽
리처드 브룩스 오픽(영어: Richard Brooks Orpik, 1980년 9월 26일~)은 미국의 아이스하키 선수, 지도자로 포지션은 수비수이다. 현역 시절에 내셔널 하키 리그(NHL)의 피츠버그 펭귄스와 워싱턴 캐피털스에서 활동했다. 보스턴 칼리지의 아이스하키팀인 보스턴 칼리지 이글스에서 대학 선수로 활동했고, 2001년에 NCAA 아이스하키 선수권 대회에서 우승했다. 2000년에는 NHL 드래프트 당시 1라운드에 피츠버그 펭귄스의 지명을 받았다.
2003년에 지명팀인 피츠버그 펭귄스에 입단했으며, 2009년 스탠리컵 파이널에서 우승하는 데에 기여했다. 2014년까지 피츠버그에서 뛴 후 워싱턴 캐피털스로 이적했으며, 2018년 스탠리컵에 워싱턴 선수로서 우승을 차지했다. 미국 아이스하키 국가대표팀의 일원으로도 활동하여, 2010년 동계 올림픽에서 은메달 획득에 기여했다. 2019년에 현역 생활을 마감하고 현재 과거 대학 선수로 활동했던 보스턴 칼리지 이글스의 코치로 활동하고 있다.